# Newyorška podzemna železnica
Newyorška podzemna železnica (angleško New York City Subway) je sistem podzemne železnice v lasti mesta New York, ki ga upravlja mestna uprava za promet (New York City Transit Authority), pridružena agencija Metropolitanske uprave za promet (Metropolitan Transportation Authority, MTA) pod nadzorom zvezne države New York. Je podzemna železnica z največ postajami na svetu in ena najbolj prometnih ter najstarejših, odprta 27. oktobra 1904. Ima 472 postaj v obratovanju (424, če štejemo skupaj postaje, povezane s koridorji), ki so razporejene po okrožjih Manhattan, Brooklyn, Queens in Bronx.
Večino svojega obstoja izvaja prevoze 24 ur na dan in je po letnem številu potnikov najprometnejša podzemna železnica v Zahodnem svetu ter sedma najprometnejša na svetu. Leta 2017 je prepeljala več kot 1,72 milijarde potnikov, v povprečju 5,6 milijona dnevno med delovnim tednom in 5,7 milijona vsak vikend. Dnevni rekord, postavljen 23. septembra 2014, znaša 6,1 milijona potnikov.
Sistem je tudi eden največjih na svetu. Sestavlja ga 399 km (248 mi) prog, ki jih skupno sestavlja 1.370 km (850 mi) tirov, od tega 1.070 km (660 mi) komercialnih. Vse razen treh linij potekajo skozi Manhattan. Daljši odseki izven Manhattna so dvignjeni na nasipih ali speljani skozi useke, nekaj pa jih je speljanih v višini tal. Skupaj približno 40 % dolžine poteka nad zemljo. Mnoge proge in postaje imajo ekspresne in lokalne povezave, te sestavljajo po trije ali štirje tiri – običajno zunanja dva uporabljajo lokalni vlaki, notranjega enega ali dva pa ekspresni. Postaje, kjer ustavljajo ekspresni vlaki, so običajno pomembna vozlišča ali destinacije.
Leta 2018 so operativni stroški sistema znašali 8,7 milijarde USD, uprava jih je pokrila z vozovnicami, mostninami in namenskimi javnimi sredstvi, pa tudi neposrednim financiranjem lokalnih in državnih oblasti.